# 더 스파이 (드라마)
더 스파이(영어: The Spy)는 프랑스의 영어 드라마이다.

## 출연
- 사샤 배런 코언 - 엘리 코헨 역
- 노아 에머리히 - 댄 펠레그 역